# IC 1877
IC 1877 — галактика типу Sb (компактна витягнута галактика) у сузір'ї Годинник.
Цей об'єкт міститься в оригінальній редакції індексного каталогу.